# 雪入山
雪入山（ゆきいりやま）は、茨城県かすみがうら市、石岡市、土浦市の境に位置する標高391mの山である。西から雪入山、青木葉山、浅間山、閑居山、権現山の順に連なる筑波連山南東部の山の一つである。西に朝日峠、東に青木葉峠がある。周辺は、水郷筑波国定公園に指定されている。
近年東側中腹の採石場跡に整備された雪入ふれあいの里公園を中心として登山道が数ルート整備され、案内板や標識なども各所に設置された。これによるとパラボラアンテナなどの通信施設が複数設置されている標高391mの雪入山山頂付近を通称「パラボラ山」、山頂東側標高360mの尾根付近を通称「剣ヶ峰」、更に東側標高345mの尾根付近を通称「雪入山」と呼称している。そのため、本来の雪入山山頂は標高391mの通称「パラボラ山」であるが、標高345mの尾根付近の通称「雪入山」を山頂と勘違いしてしまう登山者も少なくない。
雪入ふれあいの里公園を中心とする登山道の他、朝日峠から、雪入山、青木葉峠、青木葉山、元青木葉峠、浅間山、閑居山、権現山の順に筑波連山の稜線を縦走する登山者も多い。なお、朝日峠から山頂までは車道が敷設されている。
筑波連山周辺はスカイスポーツが盛んであり、稜線に沿ってハングライダーやパラグライダーなどの離陸場が多数設置されている。朝日峠から青木葉峠かけての雪入山付近の稜線にもスカイスポーツの離陸場が数ヵ所設置されている。